# Neoechinorhynchus (Neoechinorhynchus) ningalooensis
Neoechinorhynchus (Neoechinorhynchus) ningalooensis is een soort haakworm uit het geslacht Neoechinorhynchus. De worm behoort tot de familie Neoechinorhynchidae. Neoechinorhynchus (Neoechinorhynchus) ningalooensis werd in 1972 beschreven door Bilgees.